# 교황 요한 17세
교황 요한 17세 (라틴어: Ioannes PP. XVII, 이탈리아어: Papa Giovanni XVII)는 제140대 교황(재위: 1003년 6월 ~ 1003년 12월 6일)이다. 본명은 조반니 시코(이탈리아어 :Giovanni Sicco)이다. 그는 부친 조반니 시코의 아들로서, 당시 비베레티카라고 불리던 로마 시내 행정구역에서 태어났다.
교황 실베스테르 2세가 선종하고 신성 로마 제국의 오토 3세도 1002년 1월에 사망하자 그때부터 사실상 로마의 통치자가 된 로마 귀족 요한 크레센티우스에 의해 교황으로 선출되었다. 교황 요한 17세의 짧은 임기에 관한 분명한 기록은 아직까지 전해지지 않고있다.
조반니 시코는 1003년 12월 선종했으며, 시신은 라테라노 대성전 파사드에 있는 주요 문 두 개 사이에 안장되었다.
라테라노의 요한 부제에 따르면, 요한 17세의 비문은 “생전에 교황으로 불린, 지존한 요한의 무덤이 여기에 있다.”는 말로 시작되었다고 한다.
한편, 교황은 사제품을 받기 전에 이미 혼인하여 사제품을 받을 당시에는 이미 세 명의 아들을 두고 있었다.
그 중 요한은 팔레스트리나의 주교가 되었으며, 베드로는 부제가, 안드레아는 세쿤디케리우스가 되었다.